# بروس كالدويل
بروس كالدويل (بالإنجليزية: Bruce Caldwell)‏ هو اقتصادي أمريكي، ولد في 1952.